# Светозар Станковић (политичар)
Светозар Станковић (Нови Кнежевац, 1. мај 1882 – Београд, 19. јануар 1947) био је српски инжењер и политичар, као и министар у владама Краљевине Југославије између два светска рата.

## Биографија
Светозар је рођен 1. маја 1882. године у угледној породици Станков, у Јозефову код Турске Кањиже (данас Нови Кнежевац). Основну школу завршио је у родном месту, гимназију у Новом Саду, да би потом дипломирао на Техничком факултету у Будимпешти. Након успешно завршеног факултета прелази у Краљевину Србију 1907. године где ступа у државну службу и учествује у изградњи државних железница до 1912. године. После завршетка овог посла враћа се у Аустроугарску где постаје управник Црквених фондова и имања у Сремским Карловцима. Током Првог светског рата био је мобилисан од стране Аустроугарске команде, због чега је свештенство Карловачке митрополије покушавало да испослује његово ослобађање од војне службе сматрајући га неопходним за функционисање православних цркава и манастира Карловачке митрополије. На самом крају Првог светског рата изабран је за једног од делегата у свом родном месту и у том својству учествовао у раду Велике народне скупштине 25.новембра 1918. године која је прогласила присаједињење Баната, Бачке и Барање Краљевини Србији. Учествовао је на мировној конференцији у Паризу 1919. као стручњак југословенске делегације за питања режима вода и испорука угља из печујског рудника.
Након проглашења Краљевине Срба, Хрвата и Словенаца активно се укључује у политички живот новостворене државе и приступа Радикалној странци. На листи Народне радикалне странке, а касније Југословенске радикалне заједнице, биран је за народног посланика 1923, 1925, 1927. и 1935. Државни подсекретар за аграрну реформу био је током 1923. и 1924, дужност министра пољопривреде и вода обављао је у владама Веље Вукићевића 1927. и 1928, док је најдужи мандат остварио као министар пољопривреде у владама Милана Стојадиновића од 1935. до 1939. године. Значајно је допринео решавању питања изградње Панчевачког моста, мелиоризацији Панчевачког рита и општој санацији водних задруга које су биле у тешким финансијским приликама.
Током 1926. и 1927. био је на функцији председника Српског народног позоришта у Новом Саду и са те позиције залагао се за спајање Српског народног позоришта са Матицом српском.
По оснивању Југословенске радикалне заједнице Милана Стојадиновића постаје члан те партије и на позив Стојадиновића улази у његову владу као ресорни министар за пољопривреду. Управо у време његовог мандата југословенским сељацима опроштени су дугови, што је условило пораст пољопривредне производње баш у том периоду. Пад владе Милана Стојадиновића у фебруару 1939. године условио је и одлазак са функције Светозара Станковића. Када је Милан Стојадиновић покушао да организује нову политичку странку под називом Српска радикална странка 1940. године, први потпредседник те странке постао је управо Светозар Станковић. Међутим, протеривањем Стојадиновића из Југославије у марту 1941. године угашене су наде Станковића у нову странку и његове политичке амбиције. Године Другог светског рата Светозар Станковић провео је пасивно у Београду, где је дочекао и крај рата и успостављање нове комунистичке власти. У Београду ће и окончати свој живот 19. јануара 1947. године.